# 波皮扬
波皮扬（法語：Popian，法語發音：[pɔpjɑ̃]）是法国埃罗省的一个市镇，属于洛代沃区。

## 地理
波皮扬（43°37'11"N, 3°32'7"E）面积5.86 平方千米，位于法国奧克西塔尼大區埃罗省，该省份为法国南部沿海省份，南濒地中海，西南接奥德省，西北接塔恩省和阿韦龙省，东北与加尔省接壤。
与波皮扬接壤的市镇（或旧市镇、城区）包括：日尼亚克、勒普热、普佐勒、圣博济勒-德拉西尔沃。

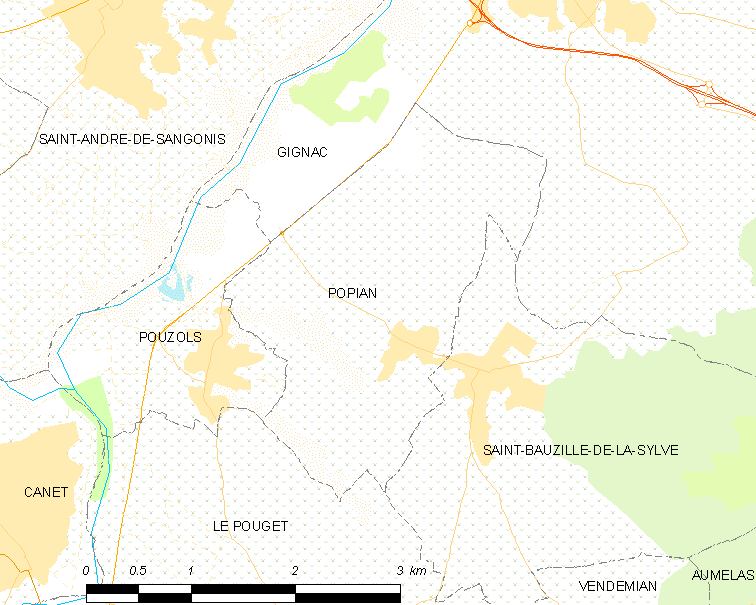
波皮扬的OSM定位图

波皮扬的时区为UTC+01:00、UTC+02:00（夏令时）。

## 行政
波皮扬的邮政编码为34230，INSEE市镇编码为34208。

## 政治
波皮扬所属的省级选区为日尼亚克县。

## 人口

1962-2008年间波皮扬人口变化图示

波皮扬于2022年1月1日时的人口数量为368人。